# Sigma (divan)
Pour les articles homonymes, voir Sigma_(homonymie).

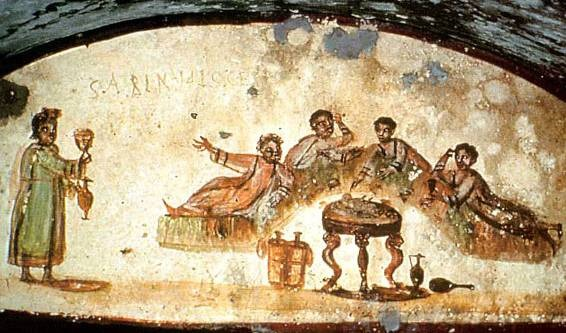
Sigma de banquet, fresque des catacombes des saints Marcelin et Pierre.

Le sigma est un type de divan romain en forme de demi-lune, variante du plus classique triclinium. 

## Étymologie
Son nom vient d'une des variantes de la graphie du sigma, la forme « lunaire » С с issue de l'alphabet grec oriental et qui se retrouve dans l'écriture onciale dont est issu le С de l’alphabet cyrillique.

## Description
Ce lit de banquet accueillait six à sept convives, les extrémités (cornua) étant les places d'honneur.

## En littérature
On trouve l'emploi de ce mot chez Sidoine Apollinaire dans ses poèmes et dans la description d'un festin avec l'empereur Majorien ; Paulin de Périgueux fait aussi la description d'un festin autour d'un sigma présidé par l'empereur Maxime et en présence de Martin de Tours.